# Eurytoma dorcaschemae
Eurytoma dorcaschemae är en stekelart som beskrevs av William Harris Ashmead 1888. Eurytoma dorcaschemae ingår i släktet Eurytoma och familjen kragglanssteklar. Inga underarter finns listade i Catalogue of Life.